# Eva Seemannová
Eva Seemannová (21. březen 1920 – 21. leden 1999, rozená Schubertová, následně provdaná jako Vinařová, Schuchardová a Seemannová) byla česká herečka a divadelní pedagožka a překladatelka do esperanta. Překládala divadelní hry domácích i zahraničních autorů a ve většině z nich i ztvárnila hlavní role.

## Život
Narodila se v Praze. Po maturitě na gymnáziu studovala na Právnické fakultě Univerzity Karlovy, studia však nedokončila z  důvodů rodinných (narození dcery Jany) i své lásky k divadlu. Byla členkou souborů Valdenova divadla, Divadla Anny Sedláčkové a Divadla S. K. Neumanna v Praze.   Působila rovněž jako umělecká vedoucí recitačních a divadelních kolektivů a pedagožka jevištní řeči, zejména v literárně-dramatickém Studiu Šrámkova domu v Sobotce (1962-1969), ale i v Jičíně, v LŠU  v Kralupech n.Vlt a v Praze (Recitační studio KRUH).  
S esperantem se setkala a začala se je učit v r. 1946. V r. 1954 se svým manželem Antonínem Seemannem v Praze založila a vedla esperantský herecký soubor Verda Ĉaro de Julio Baghy, který působil v prostorách divadla Malá scéna v ul. Ve Smečkách, v němž později sídlilo divadlo Semafor a následně až do současnosti Činoherní klub.  Je čestnou členkou Českého esperantského svazu a Světového esperantského svazu.

## Výběr z překladů
- Maryŝa (Maryša), od bratří Mrštíků
- Patrino (Matka), od Karla Čapka
- Legendo pri amo (Legenda o lásce), od Nazima Hikmeta
- Pigmaliono (Pygmalion), od George Bernarda Shawa
- Nora (Nora), od Henrika Ibsena
- Jean kaj mi (Jean a já), od Andrého Guelmy
- Ekskuso de mortaj knabinoj (Výlet mrtvých dívek), od Anny Seghersové

Dále přeložila řadu pohádek spisovatele Františka Lazeckého: Kramářské písně aj. Tiskem vyšel její překlad Meze de Eŭropo… skize pri la historio de Ĉeĥoslovakio — ve spolupráci s Adolfem Staňurou a Oldřichem Kníchalem.